# Heteropterinae
Heteropterinae este o subfamilie de fluturi din familia Hesperiidae, subfamilia Heteropterinae. Cu aproximativ 150 de specii descrise, aceasta este una dintre cele mai mici subfamilii de Hesperiidae.

## Genuri
- Apostictopterus Leech, 1893.
- Argopteron Watson, 1893.
- Barca de Nicéville, 1902.
- Butleria Kirby, 1871.
- Carterocephalus Lederer, 1852.
- Dalla Mabille, 1904.
- Dardarina Evans, 1937.
- Freemaniana Warren, 2001.
- Heteropterus Duméril, 1806.
- Hovala Evans, 1937.
- Lepella Evans, 1937.
- Leptalina Mabille, 1904.
- Metisella Hemming, 1934.
- Piruna Evans, 1955.
- Tsitana Evans, 1937.